# Шаванж
Шаванж (фр. Chavanges) насеље је и општина у североисточној Француској у региону Шампањ-Арден, у департману Об која припада префектури Бар сир Об.
По подацима из 2011. године у општини је живело 648 становника, а густина насељености је износила 21,75 становника/km². Општина се простире на површини од 29,79 km². Налази се на средњој надморској висини од 142 метара.

## Демографија
| 1962. | 1968. | 1975. | 1982. | 1990. | 1999. | 2011. |
| ----- | ----- | ----- | ----- | ----- | ----- | ----- |
| 766   | 818   | 721   | 695   | 728   | 689   | 648   |

График промене броја становника у току последњих година